# Peter Trenk-Hinterberger
 Peter Trenk-Hinterberger  (* 29. September 1943 in Znaim, Reichsgau Niederdonau) ist ein deutscher Jurist, Rechtswissenschaftler und ordentlicher Universitätsprofessor. Bis zu seinem Eintritt in den Ruhestand war er Inhaber des Lehrstuhls für Arbeits- und Sozialrecht an der Otto-Friedrich-Universität Bamberg. Seine Forschungs- und Arbeitsschwerpunkte liegen vorwiegend im Sozialrecht, insbesondere im Recht der Krankenversicherung, der Sozialhilfe und der Rehabilitation.

## Leben
Trenk-Hinterberger studierte 1964 bis 1968 Rechtswissenschaften an den Universitäten Heidelberg und Mainz. Die zweite juristische Staatsprüfung erfolgte 1971. Von 1971 bis 1975 war er wissenschaftlicher Mitarbeiter an der Universität Marburg (Lehrstuhl Prof. Dr. Fritz Sturm), Promotion zum Dr. jur.  an der Philipps-Universität Marburg, ab 1975 bei der Projektgruppe für internationales und vergleichendes Sozialrecht (später Max-Planck-Institut für ausländisches und internationales Sozialrecht) in München. Von 1980 bis 1996 war er Universitätsprofessor an der Universität-Gesamthochschule Siegen. 1996 erhielt er einen Ruf als ordentlicher Universitätsprofessor an die Universität Bamberg und war dort bis zu seinem Eintritt in den Ruhestand am 1. Oktober 2008 Inhaber des Lehrstuhls für Arbeits- und Sozialrecht.
Ferner ist er seit der Gründung 2002 einer der betreuenden Professoren des von der DFG geförderten Graduiertenkollegs Märkte und Sozialräume in Europa an der Universität Bamberg gewesen.  

## Schriften
Monographien
- Internationales Wohnungsmietrecht, Marburg 1977, 237 S. (Marburger Rechts- und staatswissenschaftliche Abhandlungen, Reihe A. Bd. 24)
- Legasthenie und Sozialrecht, Bonn 1982, 104 S.
- Sozialhilfe, Eine Einführung, Königstein/Ts. 1982, 451 S.; 2. neubearb. Aufl., Heidelberg 1986, 570 S.
- Bundessozialhilfegesetz, Kurzkommentar, München 1984, 254 S.; 2. neubearb. Aufl., München 1988, 330 S.; Nachtrag 1991, Nachtrag 1992.
- Beratungshilfegesetz (BerHG), Kommentar, München 1987, 276 S.
- Die Rechtsberatung in der Rehabilitation, 3. neubearb. Aufl., Bonn 1987, 92 S.
- Recht der Behinderten, 2. Aufl., Weinheim u. Basel 1989, 254 S.; (chinesische Übersetzung der 2. Auflage: Beijing 1999, 236 S.)
- Grundzüge des Arbeitsrechts, 2. Aufl., München, München 1994, 420 S.
- Die Rechte behinderter Menschen und ihrer Angehörigen, zuletzt: 37. Auflage. Bundesarbeitsgemeinschaft Selbsthilfe, Düsseldorf 2010, 444 S., ISBN 978-3-89381-120-5

Mitherausgeber
- Informationen zum Arbeitslosenrecht und Sozialhilferecht (info also)
- Recht der sozialen Dienste und Einrichtungen (RsDE)